# Kate Atkinson
Kate Atkinson (n. 20 decembrie 1951, York, Anglia, Regatul Unit) este o scriitoare britanică.

## Biografie
Atkinson a studiat literatură engleză și americană la University of Dundee, a lucrat având diferite funcții, ca secretară și profesoară, până când în final la mijlocul anului 1980 a început sa scrie primele povestiri. Primul roman Behind the Scenes at the Museum a avut și un mare succes, primind premiul Whitbread Book of the Year Award. Locuiește în prezent la Edinburgh.

## Opere

### Romane
- Behind the Scenes at the Museum (1995)
- Human Croquet (1997)
- Emotionally Weird (2000)
- Case Histories (2004)
- One Good Turn (2006)
- When Will There Be Good News (2008)
- Started Early, Took My Dog (2010)
- Life After Life (2013)
- A God in Ruins (2014)

### Piesă de teatru
- Abandonment (2000)

### Povestiri
- Not the End of the World (2002)

### Traduceri în limba română
- In culisele muzeului, Editura Leda, 2006, ISBN 973-102-038-1
- Istorii de caz, Editura Leda, 2007, ISBN 973-102-042-6
- Dupa fapta si rasplata, Editura Leda, 2011, ISBN 978-973-102-350-2
- Viata ca un joc de crochet, Editura Leda, 2013, ISBN 978-973-102-552-0

## Premii
- 1998 E. M. Forster Award
- 1995 de două ori Whitbread : First Novel und Book of the Year für Behind the Scenes at the Museum
- 1993  Ian St James Award pentru cea mai bună povestire scurată (Karmic Mothers = Fact or Fiction?)